# Gissac
Gissac é uma comuna francesa na região administrativa de Occitânia, no departamento de Aveyron. Estende-se por uma área de 31,02 km². Em 2010 a comuna tinha 103 habitantes (densidade: 3,3 hab./km²).